# Іксан
Ікса́н (кор. 익산시, 益山市, Iksan-si) — місто в провінції Чолла-Пукто, Південна Корея.

## Міста-побратими
- США Калвер-сіті, США
- Данія Оденсе, Данія
- КНР Чженьцзян, Китай